# براهما أوشترا (فلم)
براهما أوشترا الجزء الأول: شيفا، المعروف أيضا باسم براهما أوشترا, (هندي pronunciation: [bɾəʱmaːst̪ɾ]) فيلم من إنتاج الهند وباللغة الهندية- من نوع أافلام الأبطال الخارقون تأليف وإخراج أيان مكرجي، ومن إنتاج المنتج كاران جوهر. النجوم أميتاب باتشان، رانبير كابور، علياء بهات، موني روي و ناغارجونا أكينيني. ويهدف الفيلم ليكون بمثابة أول فيلم في مخطط سلسلة أفلام ثلاثية لها.
بدأ التصوير الرئيسي في بلغاريا في فبراير 2018 ومن المقرر إصدار الفيلم بتنسيقات قياسية, 3د، و آي ماكس 3 دي. سيتم إصداره في هندي، التاميل، التيلجو، المالايالامية والكانادا في 9 سبتمبر 2022.

## مقدمة
تم العمل في الفيلم على ما يبدو في إطارين زمنيين. خط سير القصة الرئيسية في الوقت الحاضر حيث شيفا، وهو شاب يتمتع ببعض القوى العظمى و يسافر 3000 سنة إلى الوراء في الوقت المناسب إلى ما قبل-عصرماهابهاراتا لمعرفة المزيد عن الأسلحة مثل براهماسترا من أجل تحقيق مهمة في الوقت الحاضر.

## طاقم العمل
- أميتاب باتشان في دور البروفيسور. أرفيند شاتورفيدي[3]
- رانبير كابور في دور شيفا تريباثي[4]
- علياء بهات في دور إيشا ميشرا
- موني روي في دور دامايانتي سينغانيا
- ناغارجونا أكينيني في دور أجاي فاشيشت، وهو عالم آثار
- ديمبل كاباديا في دور أنيتا ساكسينا[5]
- أيان ناياك يجسد دور ضابط شرطة [6][7]
- شاه روخ خان يظهر كعالم (ظهور خاص)[8]

## الإنتاج

### بداية الفكرة
المنتج كاران جوهر قد أعلن عن الفيلم عبر تويتر في 11 أكتوبر 2017، وكشف عن أنه سيتم تحويله إلى ثلاثية أفلام. بدأ التحضير للفيلم في يناير 2018. وفي مقابلة, كشف كابور أن موكيرجي «قضى ست سنوات من حياته يعمل بجد لصنع القصة الأصلية» وأن الثلاثية ستصنع على مدى فترة 10 سنوات ودحض الشائعات التي تشير إلى أنه فيلم رومانسي خارق. في حين أنه قد أكد كابور أن الفيلم عبارة عن «قصة خيالية رومانسية بتنسيق خارق للطبيعة.»وأن الفيلم ليسبه شيئا حقيقي«ولا توجد حقيقة في بناء القصة، أو أنه أمر لا يصدق».
في البداية كان عنوان الفيلم يشاع أن يكون التنين ولكن تم تأكيده لاحقا على أنه براهما أوشترا. من قبل المخرج أيان مكرجي وأوضح أن العنوان براهما أوشترا «ليكون له صدى مع الحكمة القديمة,البط بين الطاقات والقوة,». كما كشف مكرجي أنه «فيلم معاصر بعناصر قديمة.»
كما أكد ناجارجونا أنه سيلعب دورا «محوريا». حيث أعادت موني روي التأكيد في مقابلة أنها «الخصم الوحيد» في الفيلم.

### الشخصيات
المخرج أيان موخيرجي كشفت أن الإلهام وراءه الممثل رانبير كابور كماجاءت شخصية الرومي الذي أستلهم أيضا من النظرة الأولى لشخصيته. استلهم موخيرجي أيضا من عمل الرومي: «الحب هو الجسر بينك وبين كل شيء»، لبناء أساس الفيلم. في وقت لاحق, كشف موخيرجي أن المظهر المستوحى من جلال الدين الرومي قد ألغي وأن كابور حصل على قصة شعر بدلا من ذلك.
كشفت كابور تجربته مع اختبارات الاداء للفيلم, معربا عن أنه «مهمة شاقة, الشائكة من العمل وإزالة المقطع وإعادة التصوير مرة بعد مرة أخرى, حتى يتم التوصل إلى بعض القرار».

### التصوير
بدأ التصوير الرئيسي في فبراير 2018 مع بدء الجدول الأول للفيلم في 24 فبراير 2018. تم الانتهاء من الجدول الأول للفيلم في بلغاريا في 24 مارس 2018. استمر الجدول الثاني للتصوير في بلغاريا ثم لندن في 8 يوليو 2018, في لندن، نيويورك ثم في بلغاريا. ثم بدأ إطلاق النار المكثف في 1 فبراير 2019 في ادنبره، اسكتلندا. بدأ الجدول الزمني لمدة 20 يوما في حصن رامناجار وحصن شيت سينغ في فاراناسي في 30 يوليو 2019.

## الموسيقى
سيتم تأليف موسيقى الفيلم من قبل بريتام في حين سيتم تحده كلمات من قبل أميتاب بهاتاشاريا.

## التسويق
تم الكشف عن شعار عنوان الفيلم في 4 مارس 2019. في مساء نفس اليوم وكان عنوان الفيلم براهما أوشترا تم إطلاقه في مها شيفراتري في كومبه ميلا. في الأول من نوعه تم استخدام 150 طائرة بدون طيار لإضاءة السماء لتشكيل الشعار. الشعار الرسمي ل براهم أوشترا تم إصداره في 6 مارس 2019. باهوبالي مدير إس إس راجامولي والممثل التاميل دانوش إطلاق شعارات الفيلم في التيلجو والتاميل. تم تصميم ملصق شخصية كابور باسم شيفا وصدرت في 15 ديسمبر 2021.

## العقبات
أعلن في البداية عن إصدار الفيلم في 15 أغسطس 2019, لكن براهماسترا تم تأجيله إلى عيد الميلاد 2019 ثم إلى الصيف 2020 بسبب انتظار VFX للعمل واطلاق الفيلم من قبل الصناع,أعلن في فبراير 2020 أن تاريخ الإصدار النهائي سيكون 4 ديسمبر 2020. بسبب تطور جائحة كوفيد -19 في الهند، وتم تأجيل الإصدار إلى أجل غير مسمى.
سيتم عرض الأصدار في الكانادا,هندي، التاميل، التيلجو، و المالايالامية في 9 سبتمبر 2022.

## روابط خارجية
- براهما أوشترا  في قاعدة بيانات الأفلام على الإنترنت (بالإنجليزية)
- براهماسترا على بوليوود هنغاما